# Kleiner Donnerkogel
Kleiner Donnerkogel är ett berg i Österrike.   Det ligger i distriktet Hallein och förbundslandet Salzburg, i den centrala delen av landet, 230 km väster om huvudstaden Wien. Toppen på Kleiner Donnerkogel är 1 668 meter över havet.
Terrängen runt Kleiner Donnerkogel är bergig österut, men västerut är den kuperad. Närmaste större samhälle är Abtenau, 11,5 km nordväst om Kleiner Donnerkogel. 
I omgivningarna runt Kleiner Donnerkogel växer i huvudsak blandskog. Runt Kleiner Donnerkogel är det ganska glesbefolkat, med 42 invånare per kvadratkilometer.